# 星子敏雄
星子 敏雄（ほしこ としお、1905年（明治38年）11月9日 - 1995年（平成7年）7月13日）は、日本の政治家。熊本市長（4期）。

## 経歴
熊本県鹿本郡稲田村（鹿本町を経て現山鹿市）出身。旧制五高を経て1928年東京帝国大学法学部政治学科卒。同年満洲に渡り、関東庁に勤務する。その後奉天省、満州国総務庁で勤務し、1945年満州国警務総局長に就任した。同年、ソ連軍が満州に侵入し、星子はソ連軍に拘束され、シベリアに抑留される。1956年帰国。1963年熊本市助役に就任。1970年熊本市長選挙に立候補して当選、4期16年務めた。1986年に引退。1987年、勲二等瑞宝章受章。1995年死去。墓所は熊本市小峰墓地。